# Kanab
Kanab – miasto w Stanach Zjednoczonych, w stanie Utah, siedziba administracyjna hrabstwa Kane.